# Rue des Forces
La rue des Forces est une rue du quartier des Cordeliers située sur la presqu'île dans le 2e arrondissement de Lyon, en France.

## Situation et accès
Elle commence rue du Président-Édouard-Herriot, derrière l'église Saint-Nizier et au niveau de la place Antoine-Rivoire et se termine rue de la Gerbe. C'est une zone 30 avec une circulation dans le sens de la numérotation et à double-sens cyclable avec un stationnement prévu pour les deux-roues motorisés en début de voie puis un stationnement d'un seul côté pour les voitures.

## Origine du nom
Au XVIIIe siècle, il y avait une maison à l'angle de la rue Gentil qui avait pour enseigne des forces. La rue doit son nom à cette enseigne. Son existence est attestée en 1550, car elle est présente dans le plan scénographique de Lyon,).

## Histoire
Gérard Audran (1640-1703) descendant d'une dynastie de graveurs et graveur lui-même, est né dans cette rue.
Le médecin et chimiste Pierre-Jacques Willermoz (1735-1799) a habité cette rue ; en 1794, il y loue une chambre à  son frère Jean-Baptiste (1730-1824).